# Abbiategrasso
Abbiategrasso (Biegràss, Biagràss o Bià en lombardo) es una ciudad de 32.681 habitantes de la provincia de Milán, en Italia. Se sitúa a unos 20 km de Milán. Es una localidad agrícola, donde predomina el cultivo del arroz y del maíz.

## Historia
Su origen se remonta a la época romana, aunque existe constancia de asentamientos galos durante el siglo VI a. C. El primer documento en el que aparece el nombre actual está fechado en 1304, bajo el nombre Abiate qui dicitur Grasso.

## Evolución demográfica
| Gráfica de evolución demográfica de Abbiategrasso entre 1861 y 2021 |
|                                                                     |
| Fuente ISTAT - elaboración gráfica de Wikipedia                     |

## Localidades hermanadas
- Langres, Francia.[5]
- Ellwangen, Alemania.